# Ostéopontine
L'ostéopontine est une protéine d'adhérence du tissu osseux reliant l'hydroxyapatite aux cellules osseuses. Elle fait partie de la phase organique du tissu osseux et appartient aux protéines non collagéniques de la matrice osseuse. Son gène est le SPP1 (pour « secreted phosphoprotein 1 ») situé sur le chromosome 4 humain.

## Rôles
Dans le tissu osseux où elle est abondamment exprimée, l'ostéopontine se localise au niveau des lignes cémentantes et de la paroi des canalicules et des logettes des ostéocytes (les cellules résidentes dans l'os). Cette protéine inhibe aussi fortement la minéralisation, permettant ainsi aux ostéocytes de maintenir leurs contacts avec les cellules restant à la surface osseuse. L'ostéopontine peut être détectée par immunohistochimie ou par une coloration argentique qui visualise ses séquences riches en acide aspartique.
L'ostéopontine est aussi sécrétée dans l'urine par les cellules des tubes contournés distaux et elle empêche la précipitation du calcium en évitant la formation de calculs rénaux.
Elle est également exprimée dans les macrophages, les cellules endothéliales et épithéliales et intervient dans l'inflammation, dont le recrutement local des leucocytes.

## En médecine
Le taux de cette protéine augmentait considérablement et de façon précoce chez les personnes atteintes d'un mésothéliome pleural (cancer de la plèvre dû à l'inhalation de fibres d'amiante). La recherche de cette protéine serait d'autant plus intéressant que le délai de latence avant la déclaration de la maladie est très longue : de 20 à 40 ans. Il serait ainsi plus facile de faire le lien entre une exposition et la maladie.
Elle intervient dans la fibrose du muscle cardiaque en facilitant l'expression du micro-ARN 21, le tout résultant en une insuffisance cardiaque. Le dosage de son taux sanguin est d'ailleurs corrélé avec le pronostic de cette dernière.